# Museo Oceanográfico de Salammbô
El Museo Oceanográfico de Salammbô, también llamado Dar El Hout en árabe, es el principal museo tunecino dedicado al mar. Se encuentra en Cartago, en los suburbios del norte de Túnez, en el sitio de su antiguo puerto púnico.

## Historia
Fue fundado en 1924 como la Station océanographique de Salammbô (Estación Oceanográfica de Salammbô- SOS)  y después fue una dependencia del Museo Oceanográfico de Mónaco.
Se convirtió en un museo en sí mismo en el momento de la independencia de Túnez en 1956. El nombre de SOS se cambió por el de Institut national scientifique et technique d'océanographie et de pêche  (Instituto Nacional Científico y Técnico de Oceanografía y Pesca - INSTOP). Este período se caracteriza por la creación de los anexos de La Goleta y Sfax y la multiplicación de los programas de investigación. En 1992, el INSTOP fue transferido del Ministerio de Agricultura al Ministerio de Investigación Científica y Tecnología. Desde entonces, el instituto se ha llamado Instituto Nacional de Ciencia y Tecnología Marina (INSTM). El Centro Nacional de Acuicultura de Monastir se anexó a él en 1996.

## Edificio
El edificio es una mezcla de art déco primitivo e imitaciones de la arquitectura local. El museo es un largo paralelepípedo perpendicular a la orilla con una fachada que da a los antiguos puertos púnicos. La blancura del conjunto y las formas suaves dan al museo un carácter muy mediterráneo según Charles Bilas y Thomas Bilanges. La proximidad de los restos de los edificios del Almirantazgo de Amílcar es simbólica y la forma baja y estirada fue una preocupación del arquitecto para no exceder la altura de los edificios.

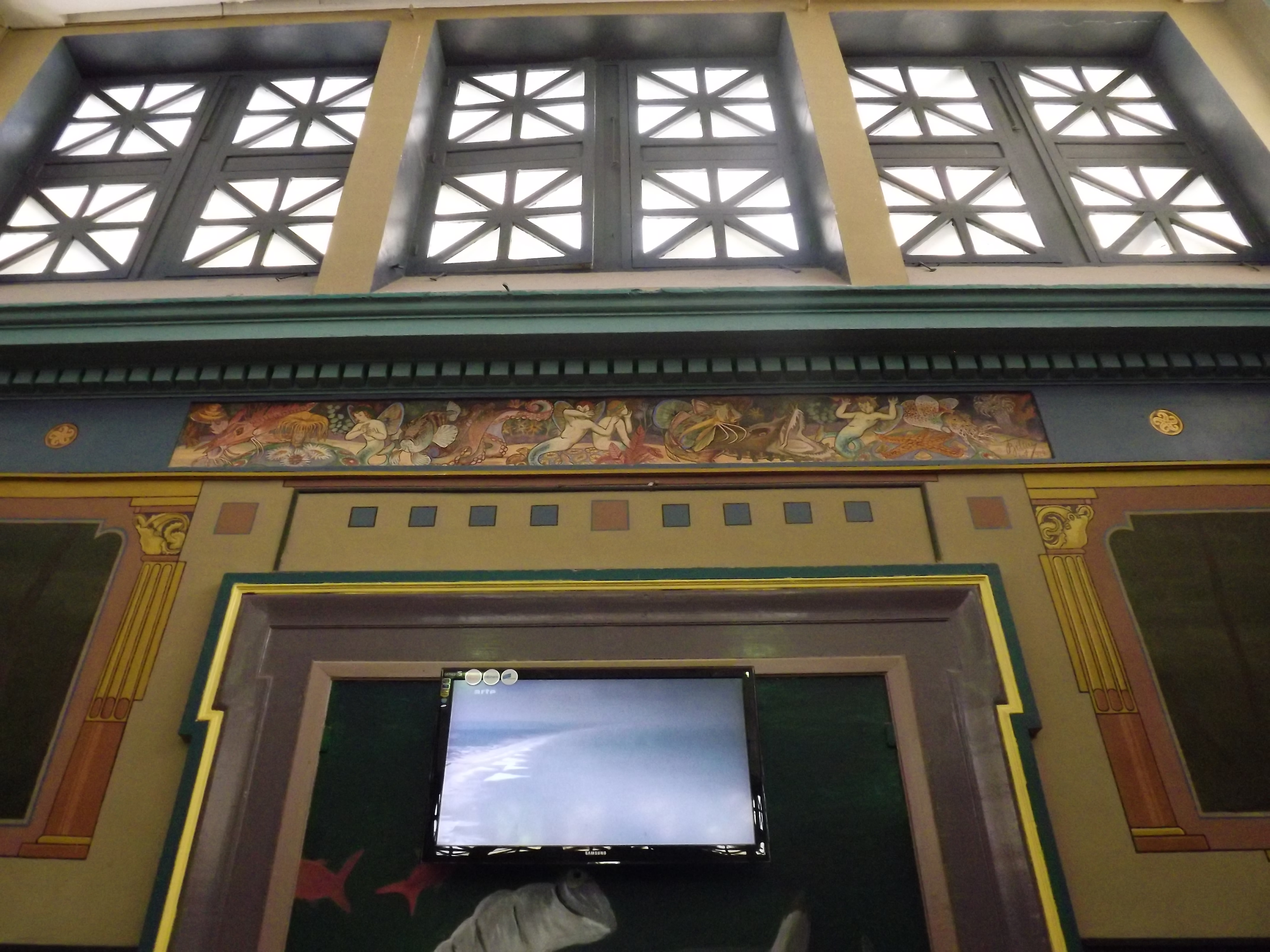
Atrio del museo.

El volumen central sobresale de los dos cuerpos anteriores; está revestido en el lado del mar con tejas verdes, mientras que tiene un remate en ático dentado en el lado del puerto. Los dos cuerpos delanteros están alicatados con azulejos verdes y tienen balaustradas de celosía a ambos lados. En el lado del mar, la planta baja tiene una fachada clásica, mientras que en el otro lado, una doble barandilla conduce al porche de entrada, que tiene la forma de un vano alto con un arco de medio punto.
El buque insignia del museo es el imponente atrio que mide nueve por quince metros y siete metros de altura.  La sala está iluminada por un sistema de claustras en forma de X que sigue el motivo de la balaustrada.
Bajo la cornisa de esta misma habitación hay un fresco ejecutado por un preparador del Museo Nacional de Historia Natural de Francia que representa una fauna marina estilizada.

## Museo
Concebido como un espacio esencialmente pedagógico, las colecciones del museo se presentan en once salas que tratan de Túnez como «país marino», Túnez y el Mediterráneo, acuarios de agua dulce, lagunas tunecinas, migraciones de anguilas, islas y zonas protegidas, el litoral, la comunidad de aves, las técnicas de pesca, los peces y los acuarios de agua de mar.
El museo está abierto todos los días de la semana, excepto el lunes, según el siguiente horario:
- Horario de invierno: 10:00 a. m. - 1:00 p. m. y 3:00 p. m. - 6:00 p. m.
- Horario de verano: 9 a. m. - 12 p. m. y 4 p. m. - 7 p. m.